# Змішуваність
Змішуваність (рос. смешиваемость, англ. miscibility) — здатність двох речовин змішуватись. Гази повністю змішуються, рідини є такі, що змішуються повністю, без видимого меніска між шарами рідини (при будь-яких співвідношеннях, наприклад, етанол та вода), або частково (бутанол—вода), або зовсім не змішуються (ртуть—вода).